# Goznak

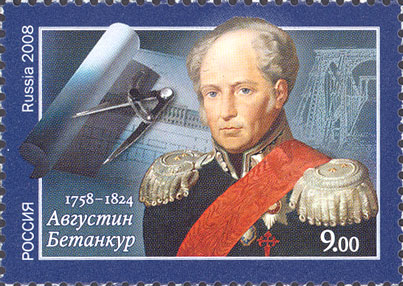
Agustín de Betancourt en 250 aniversario, diseño de Goznak. Sello de Rusia, 2008

Goznak (en ruso: Федеральное государственное унитарное предприятие «Гознак» o abreviado «Гознак», o circulante estatal) es una empresa centralizada en Rusia, responsable de la producción de especies valoradas. Goznak fue establecida en 1818 (diseñada y construida por Agustín de Betancourt) y volvió a establecer el 6 de julio de 1919, bajo estado de guerra civil, como una agencia que administrara el proceso completo del ciclo de manufactura de los billetes.
Incorporaba diversas fábricas involucradas en diferentes etapas de la producción. Aunque el propósito inicial de la Goznak fue la producción de billetes y estampillas, la producción de monedas se agregó a su ámbito de operaciones en 1941. Producción de medallas del Ministerio de Finanzas de la Federación Rusa también fue administrada por la Goznak.